# Stepenitztal
Stepenitztal is een Duitse gemeente in de Landkreis Nordwestmecklenburg in Mecklenburg-Voor-Pommeren. De gemeente ontstond op 25 mei 2014 uit de fusie van de tot dan toe zelfstandige gemeenten Börzow, Mallentin en Papenhusen en heeft een oppervlakte van 45,03 km² en telt 1743 inwoners (stand 31 dec. 2012).

## Geografie
De gemeente Stepenitztal bestaat uit de volgende 16 ortsteilen:
- Blüssen
- Bonnhagen
- Börzow
- Gostorf
- Hanstorf
- Hof Mummendorf
- Kirch Mummendorf
- Mallentin
- Neu Greschendorf
- Papenhusen
- Rodenberg
- Roxin
- Rüschenbeck
- Schmachthagen
- Teschow
- Volkenshagen